# Real Situado

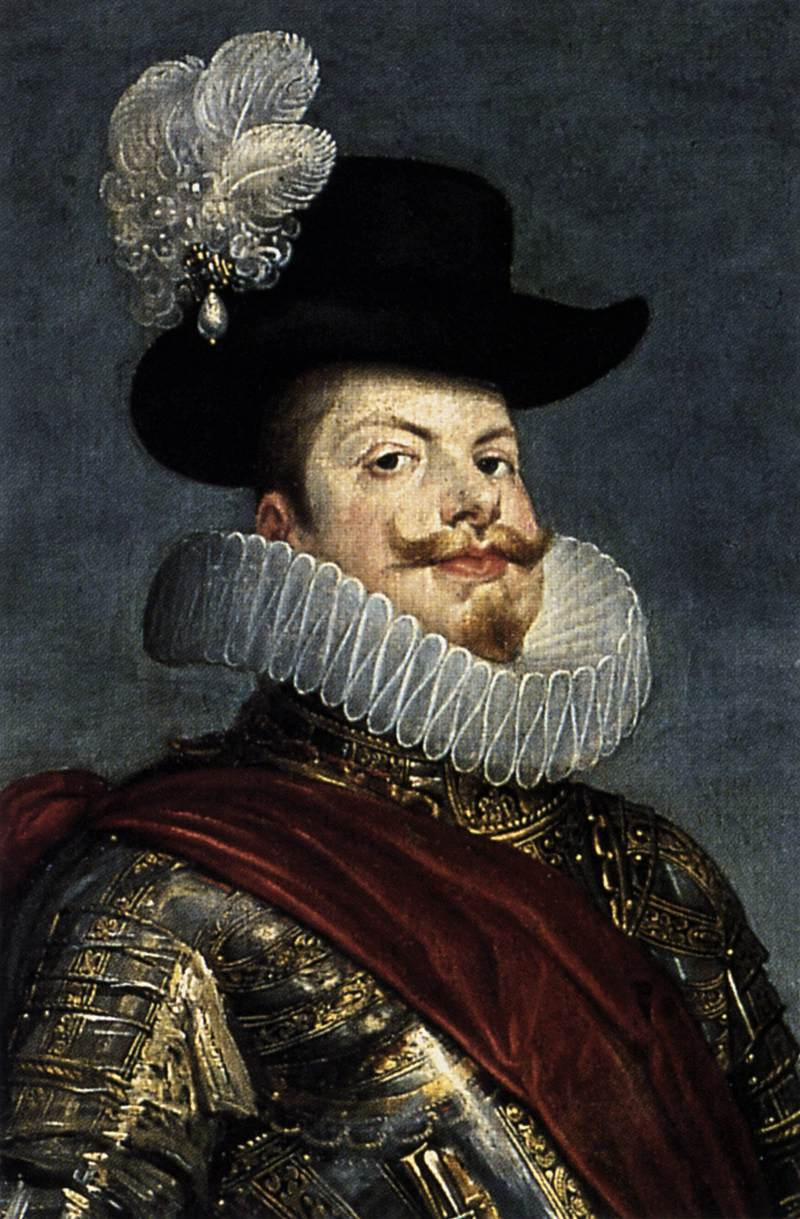
El rey Felipe III, iniciador del sistema del Real Situado.

El Real Situado o simplemente Situado (siglo XVII y siglo XVIII), era una partida anual de dinero que debía proporcionar el tesoro del virrey del Perú con cargo a las cajas reales del centro argentífero de Potosí, para solventar en Chile los gastos derivados de la Guerra de Arauco y los preparativos tendientes a dejar ese territorio en condiciones de repeler eventuales incursiones corsarias. La mayor parte del Situado se gastaba en el pago del ejército permanente de la frontera mapuche. Este ejército, establecido en tiempos del gobernador Alonso de Ribera (1600-1605), fue el primero en funcionar en la América española. 
Esta subvención se decretó al tiempo que Ribera era designado gobernador, en 1599, por orden de Felipe III. El rey impuso al Virreinato del Perú el pago a Chile de 60 mil ducados, originalmente por tres años. El primer pago se llevó a efecto en 1600 y el último a mediados del siglo XVIII, aunque los envíos del Situado siguieron remitiéndose a Valdivia y Chiloé, que estaban bajo la tutela administrativa del virreinato del Perú, hasta los tiempos de la Independencia de Chile a principios del siglo XIX. 
En términos generales, esta subvención a un territorio en permanente estado de guerra fue un caso único dentro del Imperio español, un gran alivio para la desastrosa situación económica chilena y una fuente de dependencia que, en ocasiones, entorpeció el desarrollo de ciertas áreas productivas, como la pequeña industria artesanal.

## Origen
Hasta antes de su implementación, la guerra era costeada con los aportes particulares de los vecinos de cada cabildo y con contribuciones forzosas. La gran rebelión mapuche de 1598 superó esta precaria fuente de recursos, debido a la pérdida de haciendas, de los lavaderos de oro de Valdivia y la constante fuga de mano de obra indígena al territorio mapuche libre, que redunda en una baja productividad agrícola y una crisis alimentaria. Por otra parte, la pérdida de las fundaciones establecidas al sur del Río Biobío, con su consiguiente migración, contribuyó aún más al desquiciamiento de la economía interna de Chile.
Más aún, la derrota sufrida por los españoles en el Desastre de Curalaba era un síntoma de la ineficacia del ejército formado por vecinos y reclutas, mayoritariamente movilizados en levas forzosas en Perú. Los informes de Alonso de Ribera y otros oficiales, sobre la informalidad de las compañías españolas en Chile, convencieron a la Corona de emprender la profesionalización de la milicia, y de dotar a esta de una entrada permanente de dinero.
El tesoro del Perú, por su parte, venía haciendo gastos desde hacía décadas para el mantenimiento de la guerra mapuche; ya sea organizando frecuentes destacamentos de refuerzo o mediante el envío de bagajes y armas. Estos gastos, si bien eran relativamente cuantiosos, no tenían mayor regularidad y se decidían en función de las comunicaciones desesperadas que se despachaban desde Chile todo el tiempo.

## Historia
Si bien la orden original de 1599 preveía que el Situado durara 3 años, que era el tiempo estimado para una eventual victoria sobre los mapuches, el alargamiento de la guerra hizo que esta partida fuera un ítem del presupuesto virreinal peruano durante todos los siglos XVII, XVIII y los primeros años del XIX.
El monto se fue incrementando rápidamente a partir de su establecimiento:
| Incremento del Situado | Incremento del Situado |
| Año                    | Real Situado           |
| ---------------------- | ---------------------- |
| 1601                   | 60 mil ducados         |
| 1603                   | 80 mil ducados         |
| 1604                   | 120 mil ducados        |
| 1605                   | 140 mil ducados        |
| 1606                   | 212 mil ducados        |
| 1621                   | 157 mil ducados        |
| 1625                   | 212 mil ducados        |
| 1765 aprox.            | 400 mil ducados        |

Aunque no llegó a convertirse en ingreso regular, pues en ocasiones no era enviado o se remitía en parte en mercancías sobrevaloradas, el Situado se convirtió en una importante inyección de dinero para la economía indiana chilena. Permitió el surgimiento de algún próspero comercio en la ciudad de Concepción y alivió la situación general del país. Pero por otro lado, la internación de las mercaderías peruanas, pese a su sobreprecio, se convirtió en una difícil competencia para la precaria industria local.
Para entender su gravitancia en la economía chilena se ha establecido una equivalencia promedio, en pesos de plata, entre los ingresos fiscales ordinarios del dicho territorio y el aporte del Real Situado:
| Comparación entre:           | Comparación entre: |
| Ingresos ordinarios fiscales | Real Situado       |
| ---------------------------- | ------------------ |
| $4.000                       | $293.000           |

En cuanto a su irregularidad, se puede citar como ejemplo que en 1701 se adeudaban a Chile cinco anualidades completas. Lo anterior no constituía un caso aislado, pues las remesas ya no se despachaban anualmente desde mediados del siglo XVII. Estos atrasos motivaron no pocos motines entre las tropas de la Araucanía. 
Como se ha consignado, el Real Situado surgió de la crisis detonada por el Desastre de Curalaba. Una vez pasado este período difícil, y aún en ciclos de abundancia y prosperidad, la muy exigua riqueza del país era disimulada por la élite chilena ante las autoridades metropolitanas, por temor de verse privados del Real Situado, y porque la medida redundaba en algo así como un "cambio favorable" y en una posibilidad para comercializar excedentes productivos de sus haciendas entre los soldados de la frontera. 

### En Valdivia y Chiloé

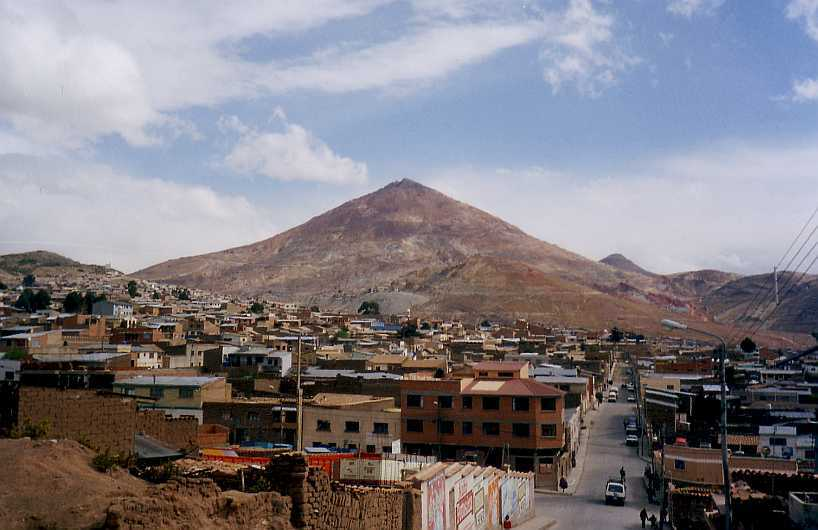
Potosí, Bolivia, de sus minas de plata venían las monedas del Real Situado.

En la primera mitad del siglo XVII, tras la expediciones holandesas de Baltazar de Cordes y de Hendrick Brouwer, dentro de las prioridades del Situado estaba financiar la numerosa guarnición del sistema de fuertes de Valdivia y los destacamentos de refuerzo emplazados en Chiloé y sus alrededores. 
Por la pobreza material de esos lugares y por el temor a que esas tierras fueran tomadas como cabeza de playa por alguna potencia colonial emergente, como Holanda, se decidió mantener a todo trance el Real Situado para dichos puntos. Esto, aun cuando en la segunda mitad del siglo XVIII fue suspendido para la Araucanía, debido a la estabilización de la permanente guerra y al mejoramiento de la situación económica de la Zona Central de Chile, sobre todo por un ciclo de auge de las exportaciones chilenas de trigo al Perú. 
Valdivia y Chiloé eran originalmente los puntos indianos más australes del Reino de Chile, pero al volverse especialmente dependientes de la subvención peruana y ser considerados lugares estratégicos especiales, pasaron a depender administrativamente del Virreinato del Perú. 
La dependencia de la zona se ilustra en el hecho de que existían puntos indianos aislados, como los fuertes y poblados de Calbuco y Carelmapu, que, podría decirse, sólo subsistían gracias al Situado. 
Esta situación explica en buena parte, según diversos autores, la fidelidad de esas comarcas a Fernando VII y la idea monárquica durante el proceso de Independencia de Chile. En la práctica, Valdivia y Chiloé estaban desapegadas de la Capitanía General de Chile y nada debían a ella, mientras que ocurría lo opuesto respecto de Lima.

## Corrupción

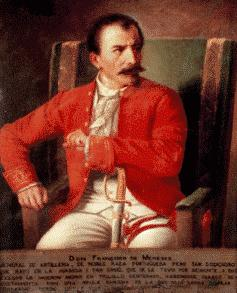
Francisco de Meneses, Gobernador de Chile, acusado de malversar el Situado.

Por otro lado, la institución del Real Situado se prestó para que surgiera, entre los administradores españoles, toda suerte de subterfugios destinados a esquilmar a los soldados de al menos parte de sus pagas, que era el destino final de la partida:
"Da lástima de que en esta guerra se haya introducido una cosa tan reprobada cuanto digna de remedio, y es que los más que gobiernan en ella, capitanes y soldados, se han vuelto tratantes y pulperos, que el cuidado que habían de tener en mirar por los soldados y sus armas lo ponen en investigar modos y trazas para despojarlos de sus sueldos, revendiéndoles los bastimentos a precios excesivos, porque de sus propias estancias y sementeras, que muchos de ellos las tienen, llevan a los fuertes los carneros, ovejas y demás bastimentos, o los compran para revenderlos por tres veces su valor..."
Estas informaciones hacen también sospechar que el Real Situado, indirectamente, se transformó en una fuerte presión inflacionaria.
El gobernador Francisco de Meneses, se destacó de entre sus pares como un administrador especialmente fraudulento del Real Situado. Llegó al extremo de licenciar a 1000 soldados del ejército, entre el 50 % y 75 % de los efectivos, con el fin de apropiarse de sus sueldos. Siendo entorpecido en estas prácticas irregulares por el veedor general del ejército, Manuel de Mendoza, Meneses cesó a dicho oficial del servicio. Mendoza buscó después hacer justicia por su mano en 1667, en un frustrado intento de asesinar a Meneses.
En resumen, el Situado era: mermado en Lima, descontado multiplicando varias veces el precio de bagajes militares despachados a Chile, y esquilmado en Chile, por medio de resquicios corruptos de las autoridades españolas locales.

## Naufragios del Situado
Como las remesas eran transportadas por mar, se registran frecuentes accidentes en el traslado del Real Situado o parte de él. Las emergencias eran más comunes en las costas sureñas cercanas a Valdivia y Chiloé:
- 1651: El barco San José, llevando parte del Situado desde Concepción a Valdivia, varó cerca de su puerto de destino por las condiciones tormentosas del clima.
- 1705: Se hundió la nave que llevaba el situado a Chiloé tras chocar con la Roca Remolino en el canal de Chacao, a escasa distancia de Chacao, el puerto al que debía llegar.
- 1729: Nuestra Señora de Loreto varó en Punta Galera (bahía de Corral), cuando llevaba el Situado de El Callao a Valdivia.
- 1762: Nuestra Señora de la Encarnación naufragó cerca de Tilduco, al oeste de Chiloé.
- 1788: Nuestra Señora de Balbanera naufragó en la entrada del canal de Chacao, en los arrecifes de Guapacho, cerca de San Carlos de Chiloé.
- 1805: El Santa Ana chocó con un arrecife, hundiéndose en la bahía de Coliumo, al norte de Concepción.